# Новониколаевка (Фёдоровский район)
Новоникола́евка (баш. Яңы Николаевка) — деревня в Федоровском районе Республики Башкортостан Российской Федерации. Входит в состав Покровского сельсовета.

## География

### Географическое положение
Расстояние до:
- районного центра (Фёдоровка): 22 км,
- центра сельсовета (Покровка): 7 км,
- ближайшей ж/д станции (Мелеуз): 83 км.

## Население
| 2002 | 2009 | 2010 |
| ---- | ---- | ---- |
| 22   | →22  | ↘14  |

Национальный состав
Согласно переписи 2002 года, преобладающая национальность — русские (100 %).